# Torneo Godó 1971
Il Torneo Godó 1971 è stato un torneo di tennis giocato sulla terra rossa. È stata la 19ª edizione del Torneo Godó, che fa parte del World Championship Tennis 1971. Si è giocato al Real Club de Tenis Barcelona di Barcellona in Spagna, dal 18 al 24 ottobre 1971.

## Campioni

### Singolare
Manuel Orantes ha battuto in finale  Bob Lutz con il punteggio di 6–4, 6–3, 6–4

### Doppio
Željko Franulović /  Juan Gisbert hanno battuto in finale  Cliff Drysdale /  Andrés Gimeno con il punteggio di 7–6, 6–2, 7–6